# Extremeña (barco de 1803)
La Estramina, originalmente llamada Extremeña, era una goleta con dos mástiles construida en el puerto de Guayaquil, en el 
Virreinato del Perú -actual Ecuador-, y botada el 13 de octubre de 1803. Era una embarcación naval española que tenía cabida para 12 cañones, pero que sólo estaba armada con cuatro de estos, con una capacidad de 4 libras. Su tripulación era de apenas 18 hombres. Comandada por el teniente de la Armada Mariano Isasbiribil, realizó inspecciones hidrográficas.
El 1 de octubre de 1804 fue capturado tras salir del puerto chileno de Caldera por el brigada armada Harrington y el capitán William Campbell. Tras su captura, cruzó el Pacífico hasta aguas australianas. Campbell probablemente creyó que la guerra entre Gran Bretaña y España, si no comenzaba ya, era inminente. Dio instrucciones a su equipo para esconder la embarcación en la bahía de Jervis, una pequeña bahía oceánica de unos 102 kilómetros cuadrados en la costa sur de Nueva Gales del Sur (Australia), mientras se navegaba hasta Sídney, donde Harrington pudo verificar el estado de las relaciones entre los dos países.
Cuando Campbell llegó a Sídney, no hubo informes de que Gran Bretaña y España estuvieran en guerra cuando se apoderó de la Extremeña. El gobernador de Nueva Gales del Sur, Philip Gidley King al escuchar que el barco español se escondía en la Bahía de Jervis, ordenó que lo acompañaran a Sídney, donde fue detenido en espera de instrucciones del secretario de Estado para la Guerra del Reino Unido. King también escribió al gobernador de Chile para explicar que la Extremeña y otra nave, el bergantín an Francisco y San Pablo habían sido recuperados. El 23 de junio de 1805 se envió la correspondencia diplomática sobre este episodio que, sin embargo, nunca llegó a las autoridades después de desaparecer.
El gobernador también informó el evento a William Marsden, primer secretario del Almirantazgo, declarando que la Extremeña había estado bajo el mando de don Antonio José del Campo, lo cual no era correcto. Su firma habría aparecido en documentos a bordo y había sido mal interpretada por el gobernador King y sus asesores, que tenían un conocimiento limitado del español. 
Mientras tanto, sobre la base de la opinión legal, se decidió vender la Extremeña en una subasta pública y mantener las ganancias en fideicomiso hasta que se pudiera realizar una adjudicación definitiva. En ese momento, el gobierno colonial necesitaba desesperadamente buques y decidió ofertar por el propio barco. La subasta se realizó el 12 de junio de 1806 y la goleta se entregó al gobierno por un valor de entonces 2.100 libras. Pasó a llamarse Estramina y brindó un servicio excelente durante muchos años bajo la propiedad del gobierno. Su último comandante fue Joseph Ross.
El comandante de Newcastle, ciudad australiana, informó sobre el destino de Estramina, que había salido de puerto el viernes 19 de enero de 1816, con un fuerte viento y reflujo del noreste, viéndose obligada a soltar anclas. Desafortunadamente, se separó del grupo en el que iba y se dirigió hacia un banco de arena, encallando y perdiéndose.